# Archon II: Adept
Archon II: Adept är titeln på ett spel utvecklat av Jon Freeman, Paul Reiche III och Anne Westfall. Spelet släpptes år 1984 och distribuerades av Electronic Arts. Spelet är en uppföljare till Archon: The Light and the Dark.